# Psammogeton setifolium
Psammogeton setifolium är en flockblommig växtart som beskrevs av Pierre Edmond Boissier. Psammogeton setifolium ingår i släktet Psammogeton och familjen flockblommiga växter. Inga underarter finns listade i Catalogue of Life.